# سه تفنگدار (فیلم ۱۹۵۳)
سه تفنگدار (فرانسوی: Les Trois Mousquetaires‎) فیلمی در ژانر است که در سال ۱۹۵۳ منتشر شد. از بازیگران آن می‌توان به بورویل، جینو چروی، برنار موسون و ژاک فرانسوا اشاره کرد.